# Sempervivum borissovae
Sempervivum borissovae ist eine Pflanzenart aus der Gattung der Hauswurzen (Sempervivum) in der Familie der Dickblattgewächse (Crassulaceae).

## Beschreibung

### Vegetative Merkmale
Sempervivum borissovae wächst als ziemlich offene, flache Rosettenpflanze mit einem Durchmesser von bis zu 3 Zentimeter und kurzen, schlanken Ausläufern. Die verkehrt eiförmigen, fast stielrunden, kahlen Laubblätter tragen eine starke aufgesetzte Spitze. Ihre grüne Blattspreite ist in der oberen Hälfte rötlich braun. Sie ist etwa 2 Millimeter lang, 9 Millimeter breit und etwa 3 Millimeter dick.

### Generative Merkmale
Der Blütentrieb erreicht eine Länge von 7 bis 10 Zentimeter. Er trägt bis auf die Basis des Rückens kahle, grüne oder rötlich braune Blätter. Die 12- bis 14-zähligen Blüten weisen einen Durchmesser von etwa 2,5 Zentimeter auf. Ihre rötlichen Kelchblätter sind  bis zu 8 Millimeter lang. Die lanzettlichen, tiefrosafarbenen Kronblätter besitzen etwas hellere, wenig unregelmäßig gesägte Ränder. Die Staubfäden sind fliederfarben bis dunkelrot, die Staubbeutel rot und der Griffel hellrosafarben.

### Genetik
Die Chromosomenzahl beträgt {\displaystyle 2n=72}.

## Systematik und Verbreitung
Sempervivum borissovae ist im Kaukasus zwischen Felsen auf einer Rippe in Höhen von etwa 1850 Metern verbreitet. Die Art ist nur vom Typusfundort bekannt.
Die Erstbeschreibung durch Royden Samuel Wale wurde 1942 veröffentlicht. Ein nomenklatorisches Synonym ist Sempervivum caucasicum var. borissovae (Wale) Gurgen. (1972).
Die Artbezeichnung borissovae ehrt die russische Botanikerin am Komarov Institut in St. Petersburg, Frau Antonina Georgievna Borissova (1903–1970), die sich mit den Sedum- und Sempervivum-Arten beschäftigte.

## Nachweise